# 克萊鎮區 (密歇根州聖克萊爾縣)
克萊鎮區（英語：Clay Township）是位於美國密歇根州聖克萊爾縣的一個行政鎮區。

## 地方資料
克萊鎮區的面積為213.60平方千米，當中陸地面積為91.48平方千米，而水域面積為122.12平方千米。根據2020年美國人口普查的數據，當地共有人口8446人，而人口密度為每平方千米39.54人。